# Israel en los Juegos Paralímpicos de Atenas 2004
Israel estuvo representado en los Juegos Paralímpicos de Atenas 2004 por un total de 24 deportistas, 21 hombres y tres mujeres.

## Medallistas
El equipo paralímpico israelí obtuvo las siguientes medallas:
| Nombre                               | Deporte  | Evento                                    |
| ------------------------------------ | -------- | ----------------------------------------- |
| Oro                                  |          |                                           |
| Keren Or Leybovitch                  | Natación | 100 m espalda S8 femenino                 |
| Itzhak Mamistvalov                   | Natación | 50 m libre S1 masculino                   |
| Itzhak Mamistvalov                   | Natación | 100 m libre S1 masculino                  |
| Dror Cohen Arnon Efrati Benni Vexler | Vela     | Sonar de tres personas mixto              |
| Plata                                |          |                                           |
| Keren Or Leybovitch                  | Natación | 50 m libre S8 femenino                    |
| Keren Or Leybovitch                  | Natación | 100 m libre S8 femenino                   |
| Inbal Pezaro                         | Natación | 100 m braza SB4 femenino                  |
| Itzhak Mamistvalov                   | Natación | 200 m libre S2 masculino                  |
| Bronce                               |          |                                           |
| Keren Or Leybovitch                  | Natación | 200 m estilos SM8 femenino                |
| Inbal Pezaro                         | Natación | 200 m libre S5 femenino                   |
| Nimrod Zviran                        | Natación | 400 m libre S7 masculino                  |
| Doron Shaziri                        | Tiro     | Rifle libre en posición tendida SH1 mixto |
| Doron Shaziri                        | Tiro     | Rifle libre 3 × 40 m SH1 masculino        |